# Thiago Agustín Tirante
Thiago Agustín Tirante (født 10. april 2001 i La Plata, Argentina) er en mandlig professionel tennisspiller fra Argentina.